# Ochrogaster circumfumata
Ochrogaster circumfumata is een vlinder uit de familie van de Tandvlinders (Notodontidae). Deze soort is voor het eerst wetenschappelijk beschreven door Rudolf Felder in een publicatie uit 1874.
De soort komt voor in Nieuw Caledonië.